# Marcenac (Alier)
Marcenat és un municipi francès, situat al departament de l'Alier i a la regió d'Alvèrnia-Roine-Alps. L'any 2007 tenia 358 habitants.

## Demografia

### Població
El 2007 la població de fet de Marcenat era de 358 persones. Hi havia 134 famílies de les quals 28 eren unipersonals (20 homes vivint sols i 8 dones vivint soles), 51 parelles sense fills, 43 parelles amb fills i 12 famílies monoparentals amb fills.
La població ha evolucionat segons el següent gràfic:
Habitants censats

### Habitatges
El 2007 hi havia 158 habitatges, 135 eren l'habitatge principal de la família, 13 eren segones residències i 10 estaven desocupats. 157 eren cases i 1 era un apartament. Dels 135 habitatges principals, 117 estaven ocupats pels seus propietaris, 13 estaven llogats i ocupats pels llogaters i 6 estaven cedits a títol gratuït; 5 tenien dues cambres, 13 en tenien tres, 45 en tenien quatre i 72 en tenien cinc o més. 102 habitatges disposaven pel capbaix d'una plaça de pàrquing. A 48 habitatges hi havia un automòbil i a 78 n'hi havia dos o més.

### Piràmide de població
La piràmide de població per edats i sexe el 2009 era:
| Homes | Edats   | Dones |
| ----- | ------- | ----- |
| 0     | 95 o +  | 0     |
| 4     | 90 a 94 | 4     |
| 0     | 85 a 89 | 8     |
| 4     | 80 a 84 | 0     |
| 4     | 75 a 79 | 4     |
| 0     | 70 a 74 | 16    |
| 8     | 65 a 69 | 8     |
| 8     | 60 a 64 | 0     |
| 8     | 55 a 59 | 12    |
| 12    | 50 a 54 | 12    |
| 16    | 45 a 49 | 16    |
| 12    | 40 a 44 | 20    |
| 8     | 35 a 39 | 12    |
| 8     | 30 a 34 | 4     |
| 4     | 25 a 29 | 4     |
| 16    | 20 a 24 | 4     |
| 4     | 15 a 19 | 4     |
| 12    | 10 a 14 | 4     |
| 8     | 5 a 9   | 8     |
| 0     | 0 a 4   | 4     |

## Economia
El 2007 la població en edat de treballar era de 243 persones, 161 eren actives i 82 eren inactives. De les 161 persones actives 150 estaven ocupades (81 homes i 69 dones) i 11 estaven aturades (7 homes i 4 dones). De les 82 persones inactives 32 estaven jubilades, 11 estaven estudiant i 39 estaven classificades com a «altres inactius».

### Ingressos
El 2009 a Marcenat hi havia 137 unitats fiscals que integraven 341 persones, la mediana anual d'ingressos fiscals per persona era de 18.262 €.

### Activitats econòmiques
Dels 10 establiments que hi havia el 2007, 1 era d'una empresa de fabricació d'altres productes industrials, 1 d'una empresa de construcció, 2 d'empreses de comerç i reparació d'automòbils, 1 d'una empresa immobiliària, 2 d'empreses de serveis i 3 d'empreses classificades com a «altres activitats de serveis».
L'únic servei als particulars que hi havia el 2009 era un guixaire pintor.
L'any 2000 a Marcenat hi havia 15 explotacions agrícoles que ocupaven un total de 1.130 hectàrees.

## Equipaments sanitaris i escolars
El 2009 hi havia una escola elemental integrada dins d'un grup escolar amb les comunes properes formant una escola dispersa.

## Poblacions més properes
El següent diagrama mostra les poblacions més properes.